# Martherenges
Martherenges est une localité et une ancienne commune suisse du canton de Vaud. Citée dès le XVe siècle, elle fait partie du district de Moudon entre 1798 et 2007, puis du district du Gros-de-Vaud depuis 2008. Elle fait partie de la commune de Montanaire depuis le 1er janvier 2013. La localité se situe dans la région du Gros-de-Vaud, entre la Broye et la Menthue.

## Histoire
Martherenges est connu sous son nom actuel au XVe siècle. Au Moyen Âge, le village dépend de la seigneurie de Chapelle-sur-Moudon pour la plus grande partie. La famille Praroman détient la seigneurie pendant trois siècles. Le village fait partie de la châtellenie de Moudon, puis du bailliage de Moudon à l'époque bernoise, de 1536 à 1798, du district de Moudon dès la révolution vaudoise, de 1798 à 2007, et du district du Gros-de-Vaud depuis 2008. Une société de laiterie existe en commun avec Chapelle depuis 1884.
La commune fusionne, le 1er janvier 2013, avec celles de Chanéaz, Chapelle-sur-Moudon, Correvon, Denezy, Neyruz-sur-Moudon, Peyres-Possens, Saint-Cierges et Thierrens pour former la nouvelle commune de Montanaire.

### Héraldique
| Armes de Martherenges | Les armes de la commune de Martherenges se blasonnaient ainsi : Écartelé en sautoir de gueules et de sinople, à la lettre M majuscule gothique d'argent brochante. |

## Géographie
Jusqu'à sa dissolution, la commune faisait partie du district de Moudon. Depuis le 1er janvier 2008, elle faisait partie du nouveau district du Gros-de-Vaud. Elle a des frontières communes avec Moudon, Jorat-Menthue et Chapelle-sur-Moudon.
La localité se trouve sur le plateau suisse, dans la région du Gros-de-Vaud, entre la Mentue et la vallée de la Broye. Au sud, la frontière longe le ruisseau de la Tenette qui se jette dans la Mérine au sud-est de Martherenges. Au nord, elle est marquée par la forêt du bois des Planche où se trouvait le point culminant de la commune à 818 mètres d'altitude.

## Politique
Lors des élections fédérales suisses de 2011, la commune a voté à 35,89 % pour l'Union démocratique du centre. Les deux partis suivants furent le Parti socialiste suisse avec 16,38 % des suffrages et le Parti libéral-radical avec 16,31 %.
Lors des élections cantonales au Grand Conseil de mars 2011, les habitants de la commune ont voté pour l'Union démocratique du centre à 32,19 %, l'Alliance du centre à 25,34 %, le Parti libéral-radical à 16,10 %, le Parti socialiste à 15,41 % et les Verts à 10,96 %.
Sur le plan communal, Martherenges était dirigé par une municipalité formée de 3 membres et dirigée par un syndic pour l'exécutif et un Conseil général dirigé par un président et secondé par un secrétaire pour le législatif.

## Démographie
Selon l'Office fédéral de la statistique, Martherenges possède 77 habitants en 2010. Sa densité de population atteint 93 hab./km².
En 2000, la population de Martherenges est composée de 37 hommes (51,4 %) et 35 femmes (48,6 %). La langue la plus parlée est le français, avec 67 personnes (93,1 %). La deuxième langue est l'allemand (3 ou 4,2 %). Il y a 69 personnes suisses (95,8 %) et 3 personnes étrangères (4,2 %). Sur le plan religieux, la communauté protestante est la plus importante avec 47 personnes (65,3 %), suivie des catholiques (3 ou 4,2 %). 12 personnes (16,7 %) n'ont aucune appartenance religieuse.
La population de Martherenges est de 94 personnes en 1850, puis de 74 personnes en 1880. Le nombre d'habitants monte à 102 en 1910, puis baisse à 53 en 1980 avant de remonter à 73 en 2010. Le graphique suivant résume l'évolution de la population de Martherenges entre 1850 et 2010 :

## Économie
De nos jours encore, l'économie de Martherenges est principalement tournée vers l'agriculture, l'arboriculture et l'élevage. Seuls des emplois dans le secteur primaire y existent.

## Transports
Martherenges ne se trouve pas sur une ligne de transports publics régulière, mais la localité es desservie par les bus sur appel Publicar, qui sont un service de CarPostal.

## Sources
- (de) Cet article est partiellement ou en totalité issu de l’article de Wikipédia en allemand intitulé « Martherenges » (voir la liste des auteurs).